# 吳熙吉 (藝術家)
吳熙吉（英語：Wu Hsi-chi，1965年—），台灣男性畫家，擅長以複合媒材表現生命的脈動、生活感悟以及人與環境的關係。。

## 經歷
吳熙吉祖籍中國福建省，1965年生於台灣新北市瑞芳區金瓜石，家中排行老么，受熱愛藝術的父親啟發，五歲時便立志成為一位藝術家，家中許多長輩皆擅長藝術創作，抽象藝術是他從十歲就開始接觸的領域。年輕時曾移民多明尼加，後輾轉回國，先後做過庭院設計學徒、設計公司總監、貨櫃公司警衛、美術教師、宿舍管理員等職務，33歲辭去設計公司總監，專心繪畫。1998年推出個人首展，35歲移居埔里，努力實踐夢想，40歲成為專職藝術家。

## 風格
吳熙吉雖不是美術科班畢業，但習畫多年，繪畫創作媒材多元豐富，包含素描、水彩畫、油畫、水墨畫，甚至於綜合媒材、粉蠟筆等，早年以抽象藝術為主，以佛法入創作，探討人生哲學並歌頌山川之美。近幾年的創作，轉為具象，他體悟到藝術家對社會的責任，開始專注於人形的意想，原初自然與人性的關係。他最欣賞的藝術家為阿爾伯托·賈科梅蒂，他認為將人類多餘的部分除去，去蕪存菁後，剩下的部分最美；目前定居於台灣宜蘭縣從事創作。

## 作品
- 《鏡象遊樂園》
- 《明鏡山水》
- 《羅漢系列》
- 《靜默丘壑》
- 《人形丘壑》

## 外部連結
- 吳熙吉的Facebook專頁
- 吳熙吉的Instagram帳戶
- 吳熙吉 簡歷 - 紅野畫廊 Powen Gallery（页面存档备份，存于）
- 山城美館｜入處雲深--吳熙吉畫作賞析（页面存档备份，存于）
- RADIO 全球廣播網 - 【虛空•禁錮 – 吳熙吉的作品－第一集】《大師的腳蹤》（页面存档备份，存于）